# Nemanja Supić
Nemanja Supić (ur. 12 stycznia 1982 w Gacku) – bośniacki piłkarz grający na pozycji bramkarza.
W reprezentacji Bośni i Hercegowiny zadebiutował 28 marca 2009 w wyjazdowym meczu przeciwko Belgii (2:4).